# Прага E-44
Прага BH-44 (чеш. Praga Е-44) је чехословачки ловачки авион. Први лет авиона је извршен 1932. године. Војна ознака овог авиона је била Прага E-44.
Чехословачко ратно ваздухопловство је компанији ЧКД-Прага доделила словну ознаку Е за авионе из њене продукције, тако да је овај авион био означен са Е.44. У самој Праги овај авион је имао радни назив BH-44 према почетним словима његових конструктора Бенеш-Хајн. Стога се подаци о овом авиону могу наћи под било ком од ових назива.

## Пројектовање и развој
Чехословачко ратно ваздухопловство је преко Министарства Народне Одбране 1932. године расписало конкурс за пројектовање новог ловца. На конкурс су се пријавили компаније Авиа са авионом Авија B-34, Летов са (Š-231) и ЧКД-Прага, одељење за авионе компаније Прага са авионом Прага BH-44. То је био двокрилац мешовите конструкције, са дрвеним крилима и трупом од челичних цеви прекривеним тканином. Погон је био један Прага ЕСВ V-12 мотор са воденим хлађењем.
Авион су пројектовали инжењери Павел Бенеш и Мирослав Хајн. Први прототип је извео свој први лет 19. јула 1932. Перформансе су биле испод очекивања конструктора, пошто је мотор Прага ESV имао снагу само 370 киловата (500 кс) уместо декларисаних 560 киловата (750 кс). Други прототип, опремљен мотором Прага ESVK са компресором, полетео је у априлу 1934, али перформансе су остале разочаравајуће. Због тога је прототип реконструисан и у њега убачен мотор снаге 480 киловата (650 КС) Rolls-Royce Kestrel VII, који је полетео у овом облику 30. октобра 1934, и као такав, чехословачко ваздухопловствo га је означило ознаком Е-44. Увезени мотор RR-Kestrel је лоше радио са горивом које је користило чехословачко ваздухопловство. Због свега, комисија за избор је за победника конкурса прогласила Авијин модел B-34.

## Технички опис
Авион је типичан једносед, једномоторни, двокрилац са фиксним стајним трапом.
Метални оквир трупа је од челичних цеви, прекривен платном, а труп до кабине дуралуминијским лимовима. Има један кокпит заштићен ветробранским стаклом
Погонска група је имала линијски V-мотор течношћу хлађен, покретан металним пропелером са две лопатице. Од мотора су коришћени: Прага ESV, Прага ESVK са компресором и Rolls-Royce Kestrel VII. Хладњак расхладне течности мотора се налазио испод мотора а са предње стране, иза елисе био је заштићен шалузином.
Крила су била танког профила, потпуно дрвена са две рамењаче и ребрима пресвучена платном. Облик им је био правоугаони са елиптичним завршетцима. Оба крила су била истих димензија облика и конструкције стим што су крилца (елерони) били само на доњим крилима. Горње крилo је било једноделно а за труп авиона је било везано балдахином направљеног од челичних цеви. Крила су међусобно била повезана упорницама у облику латиничног слова N и затегнуто жичаним затегама.
Хоризонтални стабилизатор је имао дрвени оквир који се састојао од две греде и ребара, цео стабилизатор је био прекривен платном. Кормило правца и вертикални стабилизатор су имали конструкцију од заварених челичних цеви прекривених платном. Висинска кормила су такође била од челичних цеви прекривених платном. Управљање кормилима је било механичким путем, помоћу полуга и челичних сајли.
Стајни трап је био фиксан неувлачећи са полусамоносећим ногама, главни точкови су били покривени аеродинамичним облогама. Испод репа авиона била је дрљача везана за конструкцију авиона еластичним елементима.

## Наоружање
Авион Прага BH-44 је био наоружан са два синхронизована митраљеза М30 калибра 7,92 mm постављена изнад мотора који су гађали кроз обртно поље елисе. Од бомбардерског наоружања могао је да понесе 4 бомбе од по 10 килограма тежине.
| Наоружање авиона: Прага        |           |
| Ватрено (стрељачко) наоружање  |           |
| Топ                            |           |
| Митраљез                       |           |
| Број и ознака митраљеза        | 2 х М30   |
| Калибар                        | 7,92      |
| Бомбардерско наоружање (бомбе) |           |
| Класичне авио бомбе            | 4 х 10 kg |
| Укупна маса                    | 40        |
| Ракетно наоружање (ракете)     |           |

## Верзије
Направљена су два прототипа код којих су коришћена три мотора два Прага ESV и ESVK а трећи Rolls-Royce Kestrel VII. Пројекти авиона са моторима Гноме-Рхоне 14К и Хиспано-Суиза 12Ибрс нису реализовани.

## Оперативно коришћење
Први прототип се срушио на упоредним испитивањима 27. октобра 1933. године , док је пробни пилот потпоручник Тоуш погинуо, пошто није успео да авион извуче из ковита.
Судбина овог авиона је била да игра улогу "другог коња у ергели", уколико би нешто по злу кренуло са Авијиним ловцем B-34 на његово место би ускочио Прага Е-44. На тај начин је Чехословачко ратно ваздухопловство неговало здраву конкуренцију између произвођача авиона у Републици. Доказ је и то што је Авиа након B-34, одмах наставила са развојем и направила ловац Авију B-534 који је по многима био најбољи чехословачки ловац између два рата.

## Земље које су користиле авион
- Чехословачка